# 宰因·阿比丁·本·阿里
宰因·阿比丁·本·阿里（阿拉伯语：‎，1936年9月3日—2019年9月19日），突尼斯政治人物、前突尼斯总统，從1987年11月7日至2011年1月14日擔任突尼斯总统，執政23年，是该国自1956年从法国独立后的第二任总统。

## 生平
本·阿里生于突尼斯苏塞市郊，早年曾在法国和美国的军事学校就读。他在1958年至1974年间曾任军事安全局局长，1977年至1980年间任国防部长和国家安全总局局长。1980年起任突尼斯驻波兰大使，四年后返国任负责国家安全的国务秘书，成为内阁阁员。因为成功处理政治对手、伊斯蘭主義勢力对当时世俗政权的威胁，他在1986年获晋升为内政部长，并担任该职位直至1987年获委任为总理。
本·阿里加入当地的起义军，对抗法国殖民统治者，并被收押入狱。中学辍学是他为何日后无法完成中学教育的原因。他曾在苏塞技术学院学习，但未能获得职业证书。
1987年10月1日，本·阿里获哈比卜·布尔吉巴总统委任为总理。其后他宣布布尔吉巴因健康问题不适宜继续担任总统，并于11月7日接任总统。1999年，本·阿里在选举中以99.66%的得票率连任总统；2004年10月24日，他以94.48%的得票率再次当选总统。2009年10月25日，他又以89.62％的得票率再次当选总统。
2011年「茉莉花革命」後，本·阿里被迫下台，流亡至沙特阿拉伯，2019年在當地逝世。

## 治国理政

### 政治
本·阿里在國內實行「开明专制」的統治，放寬對新闻出版的管制，容許反對黨進行活動和參與選舉，也容許工人有自由組織工會和罷工的權利。他於任內扩大了宪法委员会的权限以监督总统和立法机构选举，2002年舉行修憲公投，通過将立法机构從一院制改为两院制。
本·阿里於1993年设立“总统人权奖”鼓励人权事业。

### 经济
本·阿里在國內推行經濟改革，吸引外國投資。突尼斯的人均國內生產總值（調整至現時價格）從1986年的1201美元升至2008年的3876美元。從1987年起的大約20年間，國內生產總值每年平均以接近5%的速度增長。
在其任內，突尼斯经济发展成就被誉为“突尼斯奇迹”。2009－2010年度世界经济竞争力论坛年报显示，在经济竞争力、抵御金融危机、通讯和信息技术促进和生活质量改善等方面，突尼斯在133个国家排名中名列非洲第1、世界第40。在茉莉花革命前，无论从政府廉洁度（透明国际2010年排名，突尼斯位列排名59位），还是从民生状况来观察，突尼斯都是发展中国家样板。

### 外交
本·阿里任总统期间继承了布尔吉巴的亲西方政策。

## 下台
2008年的金融海嘯导致突尼斯旅游收入下降，失业率上升。2010年的突尼斯國內失業率達14%。2010年12月，一名因失業而當無牌小販的26歲青年穆罕默德·布瓦吉吉在攤檔被充公、被女性執法人員掌摑後向地方政府辦公室申訴未果、憤而自焚，觸發民眾騷亂，警察未能平息騷亂。成為日後阿拉伯之春導火線。
2011年1月13日晚，本·阿里发表全国电视讲话，表示将会进行国家改革，尊重国家宪法，并保证不会为谋求连任而修宪，更宣布自己将于2014年任期届满后不再连任，正式退休。1月14日，他宣布解散执政党宪政民主联盟组成的一党制政府，决定提前进行议会选举。当天晚间，总理穆罕默德·加努希在国家电视台宣布，由他代理总统职务，本·阿里流亡国外，被迫逃亡至沙特阿拉伯。突尼斯憲法委員會認為總統職位「處於永久性空缺狀態」，因此總理任代總統乃違反憲法，應由眾議院議長擔任。1月15日，眾議院議長福阿德·迈巴扎宣誓就任代總統。
2012年6月13日，突尼斯一家军事法庭裁定本·阿里“谋杀和劫掠”罪名成立，缺席判处其20年监禁。
2019年9月19日，他因前列腺癌而在吉达一间医院逝世，终年83岁。

## 个人生活
本阿里结过两次婚，有6个子女。他与前妻 Na'ima el-Kafy于1964年结婚，在1988年离婚，两人有4个女儿，两人离婚后依然有保持联系，其前妻也经常拜访总统府。
- 长女 Ghazoua Ben Ali 生于1963年，
- 次女 Dorsaf Ben Ali 生于1965年，
- 三女 Cyrine Ben Ali 生于1971年，
- 四女 Nesrine Ben Ali 生于1987年。

之后本阿里在1992年再结婚，妻子是莱拉·本·阿里，结婚27年直到阿里逝世。育有一个女儿和儿子。
- 五女 Nesrine Ben Ali 生于1987年
- 六女 Halima Ben Ali 生于1992年
- 儿子 Mohamed Zine El Abidine Ben Ali 生于2005年

本阿里是一名虔诚的穆斯林，经常去麦加朝圣和阅读古兰经。他担任总统的23年间，保持着每天早上起床跑步锻炼的习惯，最喜欢的食物是苏斯烤鱼。他也很精通计算机的运作，经常会通过计算机了解外界，总统府的档案他都存进了计算机，供他随时调阅。
他与埃及前总统穆罕默德·胡斯尼·穆巴拉克，利比亚前领导人穆阿迈尔·卡扎菲，也门前总统阿里·阿卜杜拉·萨利赫关系最密切，但巧合的是，他们四人都是在阿拉伯之春被推翻的国家领导人。

## 评價
2000年，非政府组织「無國界記者」將本·阿里列入「新聞自由掠奪者」名單。